# メフィスト (文芸誌)
『メフィスト』（mephisto）は、講談社が発行している小説誌。

## 概要
1994年創刊。ミステリを中心として、伝奇小説、SF小説など広くエンターテインメント小説全般を扱うほか、それらに関連した漫画や評論なども掲載されている。『小説現代』増刊号として年3回（4月・8月・12月）発行されている。2003年には、西尾維新、佐藤友哉、舞城王太郎などのライトノベル系作品を扱う『ファウスト』が本誌から枝分かれする形で創刊された。
2006年4月から1年間休刊したが、2007年4月に再開された。
西尾維新作品のいくつかは枝分かれしたレーベルで刊行されているが、掲載作品が書籍化される際には、主に講談社ノベルスと講談社タイガから刊行されている。公式ウェブサイト『webメフィスト』では、本誌には掲載されない独自の作品配信も行われていた。
エンターテインメント小説全般を扱うユニークな新人賞であるメフィスト賞の選考・発表を行う媒体でもある。誌名は小野不由美の少女小説『メフィストとワルツ!』のタイトルに由来しており、同書籍と本誌を担当した編集者の宇山日出臣によるもの。
2015年より、電子版も同時に刊行されていたが、2016年の「2016 VOL.2」以降は電子版のみの刊行となった。2020年の「2020 VOL.3」にて電子版での刊行は終了し、2021年からは講談社が運営する定額会員制の読書クラブ「Mephisto Readers Club」（メフィストリーダーズクラブ）の会報誌として年4回刊行されている。2022年現在の編集長は小泉直子。

## 主な執筆陣
- 浅暮三文
- 笠井潔
- 島田荘司
- 菊地秀行
- 上遠野浩平
- 清涼院流水
- 高田崇史
- 二階堂黎人
- 西尾維新
- 森博嗣

- 渡辺浩弐
- 恩田陸
- 辻村深月
- 歌野晶午
- 道尾秀介
- 三津田信三
- 山口雅也
- 綾辻行人
- 有栖川有栖
- はやみねかおる

## Mephisto Readers Club
Mephisto Readers Club（メフィストリーダーズクラブ）は2021年に講談社が開設した定額会員制の読書クラブ。略称はMRC。会報誌として『メフィスト』を発行しているほか、オンラインイベントの開催やグッズの販売などを行っている。また、会員の投票によって決めるブック・ランキングとして『MRC大賞』を2022年より開催している。